# O nas
O nas – drugi singel z albumu puk.puk Katarzyny Nosowskiej wydany w 1996.

## Lista utworów
1. "O nas"                                       4:13
2. "Puk.puk promo-interview"         7:07